# Rizikový faktor
Rizikovým faktorem se v lékařství myslí takový faktor v životosprávě či životním prostředí, jehož přítomnost zvyšuje pravděpodobnost, že se objeví zdravotní komplikace, resp. jehož přítomnost obecně zvyšuje rozsah a závažnost s ním spojených zdravotních komplikací. Omezování rizikových faktorů je důležitou součástí prevence a léčby.

## Definice
Rizikový faktor (risk faktor = RF) je faktor zvyšující riziko onemocnění. Prokázat, že něco je rizikem, může jen Epidemiologická studie. (Úvahy nad tím, že nezdravý životní styl je riskantní, nemá s RF nic společného.)
Například hodnota RF u kouření a rakoviny plic se pohybuje dle expozice a typu studie mezi hodnotami 4 až 11. To znamená, že skupina kuřáků má 4× až 11× větší šanci onemocnět rakovinou plic.
Ukazatele rizika (risk markers) jsou biologické nebo neuropsychologické (Neuropsychologie) rysy, často dané geneticky, které určí míru rizika onemocnění. U jedince nemusí mít na vznik onemocnění žádný vliv.
Například u pilotů letadel je záznam o braní drog a četnost těchto záznamů ukazatelem rizika pro společnost. V konkrétním případě však nemusí mít na výskyt nehod u pilota žádný vliv.

## Podstata
Kauzalita (epidemiologie) je podstatou moderního pojetí nemoci.
Na jedné straně je příčina nemoci (zdravotního stavu), na druhé následek. Spojitost mezi nimi (asociace) lze vypočítat. Příčina je rizikový faktor, asociace je hodnota RF. Jak složitý je tento vztah, ukazuje multikauzalita.

## Historie
První doložený výpočet asociace mezi příčinou a následkem provedl John Snow při choleře v Londýně v roce 1854. Jím vypočítané absolutní riziko se nazývá IR (incidence rate) a byl to počet mrtvých děleno populace v riziku. Největší RF měla studna na Broad Street, tu považoval za zdroj epidemie.

## Výpočet asociace (různé vyjádření RF)
1. Kohortová studie
je nejpřesnější vyjádření RF. Výstupem je relativní riziko RR (ratio risk neboli relative risk). Do studie vstupuje kontrolní skupina (nemá zkoumané riziko) a stejně velká kohorta jedinců, kteří mají dané riziko. Studie může trvat i mnoho let; poté se vypočítá RR.
RR se vypočítá jako procento jedinců ve skupině s rizikem, kteří onemocní, děleno procentem jedinců v kontrolní skupině, kteří onemocní. Tím je stanoveno, kolikrát je víc nemocných s rizikem než bez něj. Rizikový faktor RF je v tomto případě roven RR. Kohortové studie vyčíslí nové RF.
2. Studie případů
je nejrychlejší vyjádření RF. Není natolik přesné jako kohortová studie, ale má svou vypovídací hodnotu. Výstupem je šance onemocnět OR (odds ratio). Lékař v ordinaci si vezme karty těch nemocných, kteří mají shodnou diagnózu a rozdělí je na dvě skupiny. V jedné jsou pacienti se zkoumaným rizikem (např. kuřáci) ve druhé bez rizika (nekuřáci). Poté vezme karty všech ostatních klientů (nemají zkoumanou nemoc) a opět je rozdělí na dvě hromádky: s rizikem vs. bez rizika (na kuřáky a nekuřáky). OR vypočítá jako poměr nemocných ku zdravým (nemocní děleno zdraví). V čitateli zlomku jsou nemocní s rizikem děleno nemocní bez rizika, ve jmenovateli jsou zdraví s rizikem děleno zdraví bez rizika. Šance onemocnění (OR) je ukazatel vypovídající o RF. Studie případů ověřují hypotézu, zda zkoumané riziko skutečně zvyšuje výskyt nemoci.
3. Prevalenční studie neboli průřezová studie (Cross-sectional study)
je nejaktuálnější vyjádření RF. Výpočet prevalence nebo incidence lze provádět každý rok, a to z velkého množství dat. Výstupem je například Prevalenční poměr (PR= Prevalence Racio). Je to prevalence nemocných s rizikem děleno prevalence nemocných bez rizika. Upřesňuje RF, který byl již v minulosti definován.
4. Metaanalýza
je nejreprezentativnější vyjádření RF. Kombinací mnoha vědeckých prací dokážeme vyčíslit RF s využitím reprezentativního vzorku populace, přitom minimalizujeme bias, zvýšíme sílu a přesnost epidemiologické studie.
Příklad: U paratuberkulózy skotu byly na základě tisíce vědeckých prací sestaveny tabulky rizik a pomocí nich návod na minimalizaci epidemiologických rizik.
Každá věková skupina má svůj RF onemocnění, ten je rozdělen na konkrétní rizika. Například v den porodu je pro tele rizikem znečištěné místo porodu (RF=10). Druhé riziko je, když se na stejném místě telí více krav (RF=10). Třetí riziko je, když se na stejném místě vyskytují nemocná zvířata (RF=10). Čtvrté riziko je, když má matka vemeno ušpiněné trusem (RF=10). Takových rizik je v den porodu celkem 8. U každého existuje i expozice, tedy míra rizika – například vemeno matky může být zcela čisté (RF=0), zašpiněné z 50 % (RF=5), zcela pokryto trusem (RF=10). Rizikových skupin dle věku skotu je celkem 5 plus dalším rizikem je nákup cizích zvířat. Maximální riziko v hodně zanedbaném stádě tak může dosáhnout až RF=276. Samotná minimalizace epidemiologických rizik zabrání přenosu paratuberkulózy, sníží prevalenci nemoci ve stádě až pod 5 %.
Odhalení rizik a jejich důkaz je u jediné nemoci celoživotní práce pro mnoho týmů odborníků.

## Absolutní a relativní riziko
Absolutní riziko (absolute risk) udává šanci onemocnění. Klasickým ukazatelem je prevalence nebo incidence nemoci v populaci. Určí nám šanci onemocnění v procentech. Musí se vztáhnout na prověřovanou dobu, místo a cílovou skupinu. Absolutní rizika se sledují v deskriptivní epidemiologii, hlavní jsou mortalita, morbidita, natalita.
Příklad: V USA onemocní za život 12 žen ze 100 rakovinou prsu. Absolutní riziko onemocnění pro ženy v USA za život je 12 %.
Relativní riziko (relative risk) udává šanci onemocnění skupiny s rizikem v porovnání se skupinou bez rizika. Klasickým ukazatelem je hodnota RF.
Relativní rizika se počítají u kohortových studií (RR, racio risk = relativní riziko) u studií případů (OR, odds racio = šance onemocnění) u prevalenčních studií neboli průřezových (PR, prevalence racio = prevalenční poměr).
Relativní rizika se počítají v analytické epidemiologii, udávají hodnotu RF.
Příklad: Kuřačky mají o 25 % větší šanci onemocnět rakovinou prsu než nekuřačky. Relativní riziko je 25 %.